# Masaki Iida
Masaki Iida (飯田 真輝, Iida Masaki) est un footballeur japonais né le 15 septembre 1985. Il évolue au poste de défenseur.

## Biographie
Lors de la saison 2015, il joue 34 matchs en première division japonaise avec le Matsumoto Yamaga, inscrivant deux buts.